# Лусила Гандолфо
Лусила Гандолфо (шп. Lucila Gandolfo; Буенос Ајрес, 22. јануар 1966) аргентинска је глумица и певачица. Одлично се сналази у мјузиклима помоћу којих је освојила бројне награде за наступ као и за фантастичну контролу над својим гласом. Лусила савршено говори енглески језик, зато што је породица њене мајке пореклом из Енглеске. Перфектно познавање овог језика јој је омогућило сарадњу са међународним продукцијама као што је Келн, као и студирање у уметичким школама као што су Бостонски конзерваторијум и Краљевска академија за музику. Поред великих улога у позоришту, на филму или телевизији, посебно се истиче главна улога у филму У потрази за леопардским печатом, као и негативна улога, бескрупулозне Шарон Бенсон у Дизнијевој серији Ја сам Луна, за коју је добила похвале од многих критичара. 